# Leopold von Hassell
Leopold von Hassell (* 16. August 1843 in Celle, Königreich Hannover; † 20. Januar 1913 in Kassel) war ein deutscher Richter.

## Herkunft
Hassell stammte aus einem Adelsgeschlecht der Verdenschen und Bremischen Ritterschaft, dessen Stammlinie 1618 beginnt. Seine Eltern waren der Obergerichtspräsident Christian von Hassell und dessen Frau Karoline geb. von Bobert.

## Laufbahn
Er studierte an der Ludwig-Maximilians-Universität München Rechtswissenschaft und wurde am 21. Oktober 1862 im Corps Franconia München aktiv. Nachdem er das Studium an der Georg-August-Universität Göttingen beendet hatte, wurde er als hannoverscher Auditor angestellt. Nach dem Deutschen Krieg 1866 wurde er als Referendar in den preußischen Justizdienst übernommen. Er wurde 1870 Gerichtsassessor und heiratete 1871 Helene Reinecke, Tochter eines Celler Obergerichtsrats. 1872 kam er an das Amtsgericht Lehe, bei dem er 1873 Amtsrichter wurde. 1875 kam er als Assessor an das Obergericht Aurich und das Obergericht Lüneburg. Er wurde 1879 zum Landrichter ernannt. 1888 wurde er Landgerichtsdirektor am  Landgerichts Nordhausen und 1892 am Landgerichts Göttingen. 1896 kehrte er als Präsident an das Landgericht Lüneburg zurück. Ab 1900 war er Präsident des Landgerichts Kassel, ab 1905 Präsident des Oberlandesgerichts Kassel. Er starb mit 69 Jahren im Amt.

## Ehrungen
- Charakter als Wirklicher Geheimer Oberjustizrat mit dem Rang der Räte I. Klasse